# Friedensgruß

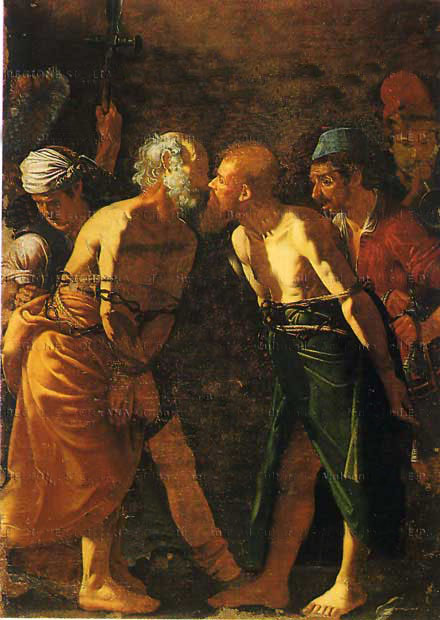
Abschied der Apostel Petrus und Paulus, die vor ihrem Martyrium den Friedensgruß austauschen, Alonzo Rodriguez, 16. Jhd.

Der Friedensgruß ist eine rituelle Handlung der Mitglieder einer Glaubensgemeinschaft, um den Wunsch der Gläubigen nach Frieden, Liebe und Einheit unter den Menschen zum Ausdruck zu bringen.

## Entwicklung in den verschiedenen Religionen

### Judentum
Schalom, das hebräische Wort für Frieden, wird seit jeher im Judentum als Gruß verwendet (hebr. שלום עליכם, Shalom aleichem; „Friede sei mit Dir/Euch“). Im Tanach heißt es:
1 Sam 25,5
Er schickte zehn junge Männer hin und sagte zu ihnen: Geht hinauf nach Karmel, und wenn ihr zu Nabal kommt, entbietet ihm in meinem Namen den Friedensgruß.
1 Sam 30,21
David kam zu den zweihundert Mann zurück, die zu erschöpft gewesen waren, um ihm zu folgen, und die man am Bach Besor zurückgelassen hatte. Sie kamen David und seinen Leuten entgegen, und als David mit seinen Leuten herankam, entbot er ihnen den Friedensgruß.
2 Sam 8,10
schickte er seinen Sohn Hadoram mit Gefäßen aus Gold, Silber und Bronze zu König David. Er ließ ihm den Friedensgruß entbieten und ihn dazu beglückwünschen, dass er Hadad-Eser im Krieg geschlagen hatte; Toï lebte nämlich im Krieg mit Hadad-Eser.
2 Sam 18,28
Ahimaaz rief dem König den Friedensgruß zu, warf sich vor ihm mit dem Gesicht zur Erde nieder und sagte: Gepriesen sei der Herr, dein Gott, der (dir) die Männer ausgeliefert hat, die ihre Hand gegen meinen Herrn, den König, erhoben haben.
1 Chr 18,10
schickte er seinen Sohn Hadoram mit Gefäßen aus Gold, Silber und Bronze zu König David. Er ließ ihm den Friedensgruß entbieten und ihn dazu beglückwünschen, dass er Hadad-Eser im Krieg geschlagen hatte. Toë lebte nämlich im Krieg mit Hadad-Eser.
Somit war in der jüdischen Tradition der Friedensgruß eine besonders würdige und ehrerbietende Art des Grußes. Diese Art zu grüßen wurde jedoch nur verwendet, um die Besonderheit des anderen entsprechend hervorzuheben und ist nicht mit einer allgemeinen Begrüßung zu vergleichen. Als besonders ehrenvoll wurde empfunden, gerade den Schwächeren oder Unterlegenen mit dieser Form der Ehrerbietung zu begegnen.

### Christentum

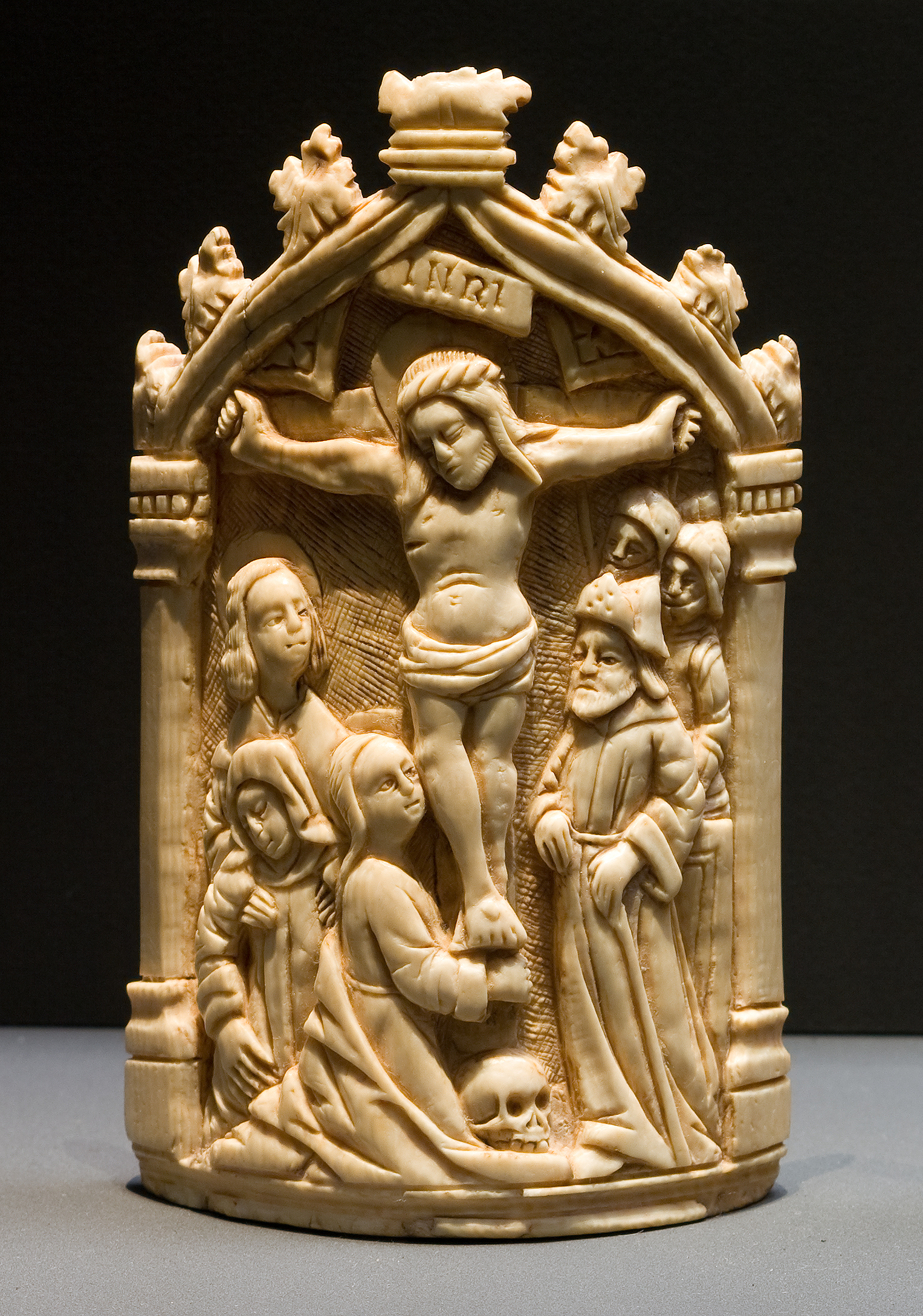
Paxtafel

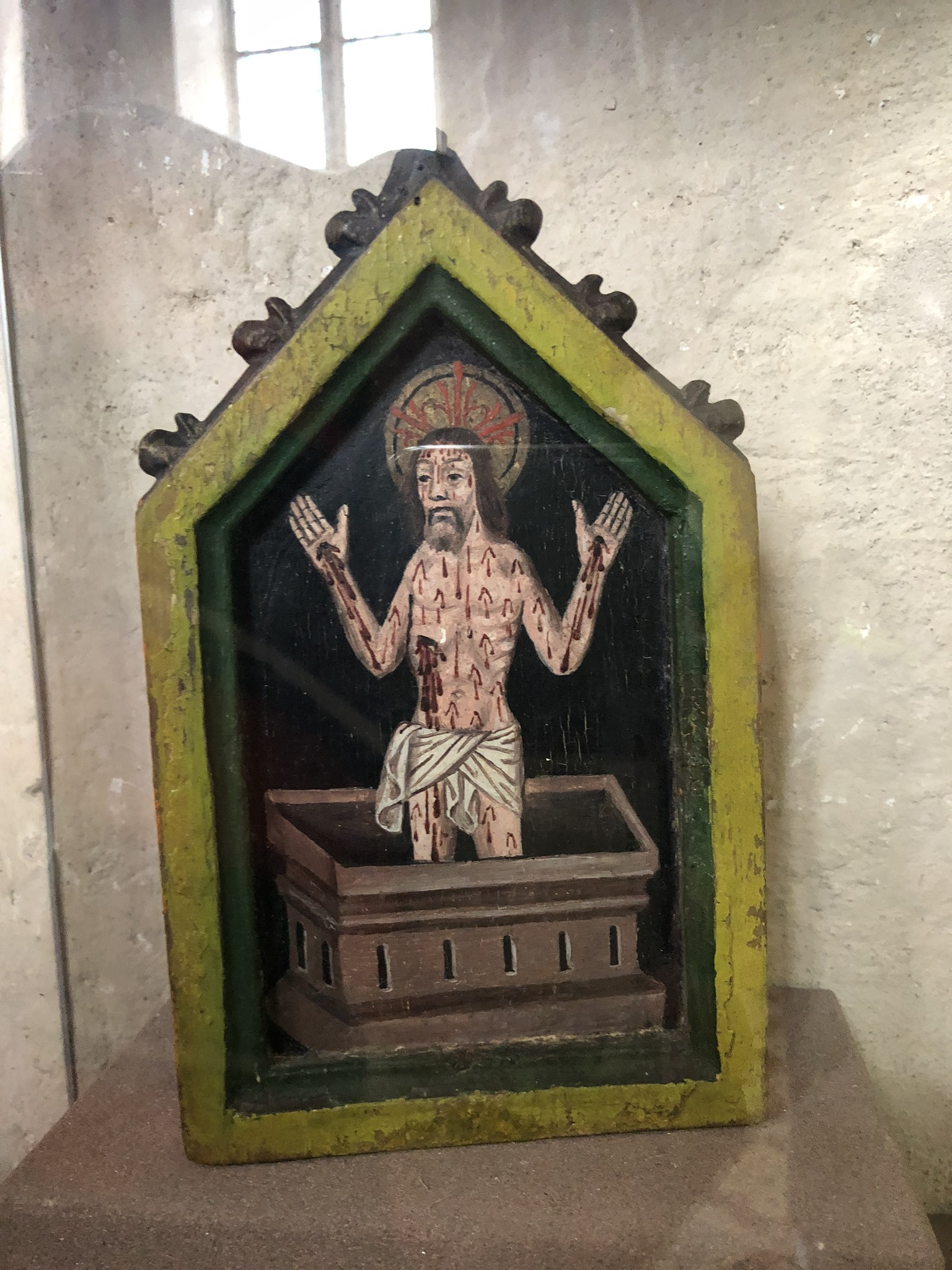
Paxtafel

In den frühchristlichen Gemeinden war es durchaus üblich, diesen Gruß jeder Person zukommen zu lassen, mit der man in Kontakt trat: Wenn ihr in ein Haus kommt, dann wünscht ihm Frieden (Mt 10,12 ). Das Zeichen bestand aus dem heiligen Kuss (vgl. Röm 16,16 , 1 Kor 16,20 , 2 Kor 13,12 ).
Bei dem Kirchenvater Augustinus erfolgte in der heiligen Messe der Friedenskuss vor der Kommunion, nach Tertullian und Cyprian am Ende des Wortgottesdienstes, vor Beginn der Eucharistiefeier. In der Papstmesse des frühen Mittelalters wurde der Friedensgruß unter den Klerikern zu Beginn der heiligen Messe, nach dem Einzug, ausgetauscht. Zur Weiterreichung des Friedenskusses des Zelebranten an die Gläubigen in der Liturgie kam im 13. Jahrhundert die Paxtafel in Gebrauch. Diese war bis Anfang des 19. Jahrhunderts in Gebrauch, in manchen Gemeinden auch bis zum Zweiten Vatikanischen Konzil.
Im römischen Ritus steht der Friedensgruß heute unmittelbar vor dem Empfang der Kommunion, wo die Gläubigen einander die kirchliche Gemeinschaft und die gegenseitige Liebe bezeugen, ehe sie das Sakrament empfangen. Dieser Ritus besteht aus einem „ortsüblichen Zeichen“ (meist ein Händedruck oder eine rituelle Umarmung) verbunden mit der Akklamation: „Der Friede sei mit dir/euch.“
Bei der Kongregation für den Gottesdienst und die Sakramentenordnung der römisch-katholischen Kirche gab es Überlegungen, den Friedensgruß an eine andere Stelle der Heiligen Messe zu verlegen, vor die Gabenbereitung, wie es etwa im Ambrosianischen Ritus oder beim Neokatechumenalen Weg (dem die Vorziehung des Friedensgrußes in der Heiligen Messe 1988 ad experimentum gewährt worden war), der Fall ist. Die Verlegung des Friedensgrußes auf einen früheren Zeitpunkt bezieht sich auf die Stelle im Matthäusevangelium (Mt 5,23f )
Wenn du deine Opfergabe zum Altar bringst und dir dabei einfällt, dass dein Bruder etwas gegen dich hat, so lass deine Gabe dort vor dem Altar liegen; geh und versöhne dich zuerst mit deinem Bruder, dann komm und opfere deine Gabe.
Mit einem Rundschreiben vom 8. Juni 2014 hat die Kongregation für den Gottesdienst und die Sakramentenordnung diese Überlegungen ad acta gelegt und zusätzlich als „liturgische Missbräuche“ (ab)qualifiziert: (1.) die Einführung eines „Friedensliedes“, das im römischen Ritus bereits aufgrund der Kürze der Zeit zwischen Friedensgruß und Brotbrechung nicht vorgesehen ist, (2.) dass sich die Gläubigen zum Austausch des Friedensgrußes von ihren Plätzen entfernen und sich in der Kirche umherbewegen, (3.) dass sich der Priester vom Altar oder aus dem Chorraum entfernt, um einigen Gläubigen den Frieden zu wünschen, (4.) dass bei bestimmten Anlässen (Ostern, Weihnachten, Taufe, Erstkommunion, Firmung, Ehe, Weihe, Ordensprofess, Beerdigung) der Friedensgruß zum Anlass genommen wird, um Glückwünsche oder Beileidsbekundungen auszutauschen.

### Islam
Im Islam ist der Gruß As-salamu 'alaikum („Friede sei mit euch“) unter Muslimen bei jeder Begegnung üblich. Unter den Gelehrten gibt es allerdings unterschiedliche Meinungen, ob es auch gegenüber Nicht-Muslimen ausgesprochen werden soll. Näheres hierzu siehe unter Salām sowie unter dar al-harb.